# Myrmeleon (Myrmeleon) fulvinervis
Myrmeleon (Myrmeleon) fulvinervis is een insect uit de familie mierenleeuwen (Myrmeleontidae), die tot de orde netvleugeligen (Neuroptera) behoort. De soort komt voor in Zuid-Afrika.